# Coppa Ronchetti 1977-1978
L'edizione 1977-1978 della Coppa europea Liliana Ronchetti è stata la settima della seconda competizione europea per club di pallacanestro femminile organizzata dalla FIBA Europe. Si è svolta tra il 19 ottobre 1977 al 29 marzo 1978.
Vi hanno partecipato ventitré squadre. Il titolo è stato conquistato dallo Levski Spartak Sofia, in finale sul HC Slovan.

## Turno preliminare
| Squadra 1               | Totale  | Squadra 2             | Andata  | Ritorno |
| ----------------------- | ------- | --------------------- | ------- | ------- |
| TUS 04 Bayer Leverkusen | 138-159 | BSE Esma              | 70 - 75 | 68 - 84 |
| STC Wisps               | 135-145 | Alcalá L'Oreal Madrid | 65 - 71 | 70 - 74 |

## Ottavi di finale
| Squadra 1                  | Totale  | Squadra 2           | Andata  | Ritorno  |
| -------------------------- | ------- | ------------------- | ------- | -------- |
| BSE Esma                   | 133-121 | Akademik Sofia      | 73 - 59 | 60 - 62  |
| C.S. Toulonnais            | 147-86  | DJK Agon 08         | 85 - 36 | 62 - 50  |
| CSF Le Logis               | 153-185 | ABC Donau Vienna    | 77 - 83 | 76 - 102 |
| Ceramica Pagnossin Treviso | 148-126 | Sportlife Canadians | 71 - 53 | 77 - 73  |
| Tigers BC                  | 138-130 | Spartacus SCK       | 75 - 70 | 63 - 60  |
| Alcalá L'Oreal Madrid      | 115-159 | Fiat Torino         | 61 - 85 | 54 - 74  |
| Lokomotiv Sofia            | 151-126 | MTK Budapest        | 82 - 58 | 69 - 62  |
| Slavia Praga               | 134-150 | DFS Maritza         | 73 - 72 | 61 - 78  |
| C.S. Rapid Bucarest        | 132-165 | HC Slovan           | 69 - 59 | 63 - 106 |

## Gruppi quarti di finale

### Gruppo A
| Pos | Squadra                    | G | V | P | PF  | PS  | DP   | Qualificazione              |       | LSO   | CPT   | TIG    |
| --- | -------------------------- | - | - | - | --- | --- | ---- | --------------------------- | ----- | ----- | ----- | ------ |
| 1   | Lokomotiv Sofia            | 4 | 3 | 1 | 287 | 212 | +75  | Qualificata alle semifinali |       | —     | 51–46 | 77–44  |
| 2   | Ceramica Pagnossin Treviso | 4 | 3 | 1 | 307 | 225 | +82  |                             |       | 68–66 | —     | 103–57 |
| 3   | Tigers BC                  | 4 | 0 | 4 | 206 | 363 | −157 |                             | 54–93 | 51–90 | —     |        |

### Gruppo B
| Pos | Squadra           | G | V | P | PF  | PS  | DP  | Qualificazione              |       | LSS   | FTO   | TOU   |
| --- | ----------------- | - | - | - | --- | --- | --- | --------------------------- | ----- | ----- | ----- | ----- |
| 1   | BC Levski Spartak | 4 | 3 | 1 | 304 | 259 | +45 | Qualificata alle semifinali |       | —     | 79–66 | 76–57 |
| 2   | Fiat Teksid       | 4 | 2 | 2 | 271 | 286 | −15 |                             |       | 77–73 | —     | 63–61 |
| 3   | C.S. Toulonnais   | 4 | 1 | 3 | 250 | 280 | −30 |                             | 59–76 | 73–65 | —     |       |

### Gruppo C
| Pos | Squadra           | G | V | P | PF  | PS  | DP  | Qualificazione              |       | SBR   | MAR   | BOS   |
| --- | ----------------- | - | - | - | --- | --- | --- | --------------------------- | ----- | ----- | ----- | ----- |
| 1   | Slovan Bratislava | 4 | 3 | 1 | 290 | 262 | +28 | Qualificata alle semifinali |       | —     | 79–62 | 79–69 |
| 2   | DFS Maritza       | 4 | 3 | 1 | 283 | 269 | +14 |                             |       | 73–58 | —     | 74–65 |
| 3   | KK Bosna          | 4 | 0 | 4 | 259 | 301 | −42 |                             | 58–74 | 67–74 | —     |       |

### Gruppo D
| Pos | Squadra                   | G | V | P | PF  | PS  | DP  | Qualificazione              |       | BSE    | BKP   | ADV   |
| --- | ------------------------- | - | - | - | --- | --- | --- | --------------------------- | ----- | ------ | ----- | ----- |
| 1   | BSE Esma                  | 4 | 4 | 0 | 335 | 253 | +82 | Qualificata alle semifinali |       | —      | 95–69 | 86–55 |
| 2   | Basketbal SK Kralovo Pole | 4 | 2 | 2 | 309 | 308 | +1  |                             |       | 61–67  | —     | 75–59 |
| 3   | ABC Donau Vienna          | 4 | 0 | 4 | 269 | 352 | −83 |                             | 68–87 | 87–104 | —     |       |

## Semifinali
| Squadra 1         | Totale  | Squadra 2       | Andata  | Ritorno |
| ----------------- | ------- | --------------- | ------- | ------- |
| BSE Esma          | 122-137 | HC Slovan       | 51 - 68 | 71 - 69 |
| BC Levski Spartak | 122-114 | Lokomotiv Sofia | 65 - 48 | 57 - 66 |

## Finali
| Haskovo 29 marzo 1978 Gara unica | Slovan Bratislava | 49 – 50 (26-18, 23-32) referto | Levski Spartak Sofia |  |